# Margarita Woloschin

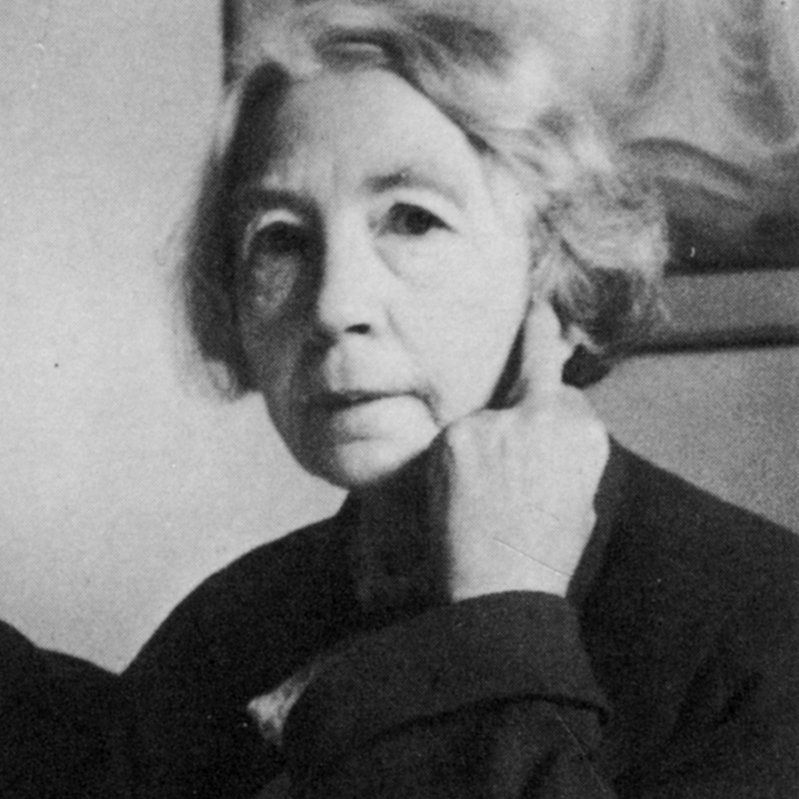
Margarita Woloschin um 1950

Margarita Wassiljewna Woloschin-Sabaschnikow (russisch Маргарита Васильевна Сабашникова/Margarita Wassiljewna Sabaschnikowa; * 31. Januar 1882 in Moskau; † 2. November 1973 in Stuttgart) war eine russische Malerin und Schriftstellerin. Sie machte sich in frühen Jahren hauptsächlich als Porträt-Malerin russischer Geistesgrößen einen Namen, während in der zweiten Lebenshälfte vor allem religiöse Motive entstanden. Als Schriftstellerin wurde sie mit ihrer Autobiographie Die grüne Schlange bekannt.

## Leben

### Kindheit und Jugend
Margarita Woloschin-Sabaschnikow wurde am 31. Januar 1882 als Tochter der Moskauer Kaufmannsfamilie Sabaschnikow geboren, die dem gebildeten fortschrittlichen Bürgertum angehörte. Ihre Kindheit verbrachte sie zum Teil im Elternhaus ihrer Familie, zum Teil bei ihrer Großmutter und teils auf einem elterlichen Gut. Ihr Vater war als Kaufmann nicht sehr erfolgreich, weshalb das Haus der Familie verkauft werden musste. Daraufhin ging sie im Alter von zehn Jahren mit ihrer Mutter, ihren Geschwistern und mit zwei Hauslehrerinnen ins Ausland, wo sie durch ihre verschiedenen Aufenthalte in Paris, Lausanne, Belgien, Italien eine umfassende Bildung erfuhr. Ihr Interesse für Kunst und Kultur wurde frühzeitig geweckt. Nach drei Jahren zurück in Russland, erhielt sie Unterricht in Musik und Literatur und bald darauf ihren ersten professionellen Unterricht bei dem Maler Abram Archipow.
Nach dem Abitur ging Margarita Sabaschnikow nach St. Petersburg, um im Atelier des Malers Ilja Repin zu arbeiten. Seine naturalistische Malerei hinterfragte sie: „Hat es denn einen Sinn zu wiederholen, was schon da ist? Es muss eine ganz andere Kunst entstehen, die eine nie dagewesene Welt offenbart.“ Mit ihren Fragen wandte sie sich an den damals schon alten Lew Tolstoi (seine Frau und ihre Mutter waren befreundet), von dem sie sich Rat erhoffte. Er empfahl ihr, die Kunst als Freizeitgestaltung zu betreiben und ansonsten das Leben einer Bäuerin zu führen. Trotz dieser für sie erschütternden Äußerung ließ sich Sabaschnikow von ihrem eingeschlagenen Weg nicht abbringen. Die einmal aufgeworfenen Fragen der Probleme der Kunst, der sozialen Ordnung und der Stellung der Malerei beschäftigten sie weiter und führten sie letztlich zu tiefen Fragen über den Sinn des Lebens überhaupt.

### Frühe Erwachsenenzeit
Margarita Sabaschnikow beschäftigte sich mit der Analogie des Farbspektrums und der Tonskala, mit Goethes Farbenlehre und immer wieder mit der Frage des Sinns der Kultur und des Lebens, das für sie in diesen Jahren ohne Grund und Richtung verlief. Ihre ernsthafte Auseinandersetzung mit den Themen des Daseins und des Materialismus führte sie zu Darwin und Haeckel und von da zu Du Bois-Reymonds Grenzen der Naturerkenntnis. Antworten auf ihre Fragen konnte sie nicht finden. Einzig im Objektiv-Absoluten der Mathematik fand Sabaschnikow Halt.
Der Maler Mussatow ermutigte sie, zwei ihrer Porträtbilder zu der Ausstellung Moskauer Maler einzureichen. Sie hatte damit ihren ersten durchschlagenden Erfolg. Eine Teilnahme an der Ausstellung Welt der Kunst in St. Petersburg und in Paris folgten. Bei einer Abendgesellschaft im Haus des Kunstsammlers Sergei Schtschukin lernte sie den Dichter und Maler Maximilian Woloschin kennen. Sie gelangte in die Kreise der russischen Symbolisten um Andrei Bely, Waleri Brjussow, Konstantin Balmont und andere. 1903 reiste sie erneut nach Paris. Dort hatte sie Gelegenheit im Atelier eines befreundeten Malers zu arbeiten. Maximilian Woloschin, ebenfalls in Paris, führte sie in die Pariser Künstlerkreise ein, wo sie Odilon Redon kennenlernte.
Während ihres erneuten Auslandsaufenthalts in Westeuropa 1904/1905 brach in Russland die Revolution aus, wodurch Margarita Sabaschnikow vorübergehend an ihrer Rückkehr gehindert wurde. In dieser Zeit lernte sie Rudolf Steiner und seine Weltanschauung kennen. Hier fand sie Antworten auf ihre Lebensfragen, reiste zu vielen seiner Vorträge in verschiedenen europäischen Städten und lernte ihn schließlich persönlich kennen.
1906 heiratete sie Maximilian Woloschin. Nach einem kurzen Aufenthalt in Koktebel, an der Südostküste der Krim, beabsichtigten sie nach München überzusiedeln. Die Begegnung mit der Schriftstellerin Lidija Sinowjewa-Annibal und dem Dichter Wjatscheslaw Iwanow in St. Petersburg, der für sie seit Jahren eine Welt bedeutete, in der sie ihre geistige Heimat fand, machte dieses Vorhaben zunichte. „In der Weltanschauung von Wjatscheslaw Iwanow vereinigt sich das griechische Erleben der Geistigkeit in der Natur mit dem Christentum. In dieser Beziehung stand er für mich höher als Nietzsche, dessen Geburt der Tragödie aus dem Geiste der Musik eine entscheidende Wirkung auf mich ausgeübt hatte.[…] dass ich ihn bald kennenlernen sollte, bedeutete für mich eine atemberaubende Aussicht“
Ihre wachsende Berühmtheit und die vielen Kontakte ihres Mannes ermöglichten schnell die Aufnahme in die St. Petersburger Künstlerkreise. Sie trafen unter anderen auf den Dichter Alexei Remisow, den Maler Konstantin Somow, den sie bereits aus Paris kannten, den Philosophen Nikolai Berdjajew und den Schriftsteller Alexander Blok. Von einer Kunstzeitschrift wurden Porträts von Alexei Remisow und Michail Kusmin bestellt, die Woloschin in Kohle zeichnete. Ihre literarischen Versuche förderte Iwanow nachhaltig und ermutigte sie, diese öffentlich vorzutragen. Durch diese Zusammenarbeit entwickelte sich ein ambivalentes Liebesverhältnis, das zwangsläufig zu einem Störfaktor ihrer Ehe wurde. Bei einem Berlinaufenthalt 1908 entschied sie sich, vorerst in Deutschland zu bleiben, um über ihr Privatleben Klarheit zu bekommen.
In der folgenden Zeit reiste Margarita Woloschin durch Europa, um die Vorträge Rudolf Steiners zu hören, die er in verschiedenen Städten hielt. Um Wjatscheslaw Iwanow nahe zu sein, kehrte sie schließlich zurück nach St. Petersburg. Zu ihrer Enttäuschung heiratete er aber seine Stieftochter Wera. Woloschin zog sich darauf von allen gesellschaftlichen Begegnungen zurück, lebte ganz für sich in ihrem Atelier, hatte kaum Kontakte zur Außenwelt. Sie begann eine Lehre bei dem berühmten Ikonenmaler Tjulin und begegnete dem Komponisten Nikolai Medtner, von dem sie ein Porträt malte. Ihre literarischen Aktivitäten erweiterte sie durch die Übersetzung von Meister Eckharts Werken ins Russische. An eine Veröffentlichung dachte sie zuerst nicht, nahm aber das Angebot des Verlages Musaget zur Publikation an. Eine kleine Erbschaft verlieh ihr größere Unabhängigkeit, was ihre Reisefreudigkeit wieder aufleben ließ. Sie mietete in Paris ein Atelier, wollte den Winter in Rom verbringen, blieb dann aber in München. Ein anderes Mal unterbrach sie die Rückreise von Prag nach Paris und blieb in Stuttgart, um ein bestimmtes Buch über die Mystiker zu lesen, das sie für das Vorwort zu ihrer Eckhart-Übersetzung benötigte. „Mein unruhiger Lebenswandel war aber nur ein Abbild meines inneren Zustandes. Ich war schon achtundzwanzig Jahre alt, war als Dichterin und als Malerin anerkannt und wußte meinen Weg doch noch nicht.“

### Mittleres Lebensalter
1911 wählte Margarita Woloschin München als ihren Wohnsitz, weil sie dem Umfeld Rudolf Steiners nahe sein wollte. In diesen Kreisen traf sie auf den Grafen Otto von Lerchenfeld, Christian Morgenstern, Albert Steffen und andere. Die Arbeit an ihrem Triptychon Drei Opfer unterbrach sie im März 1911 wegen einer schweren Erkrankung ihrer Mutter, um nach Moskau zu fahren. Sie blieb aber nur wenige Tage dort; Steiners Vortragsreihe in Helsingfors wollte sie nicht verpassen.
In München sollte für die Mysteriendramen Steiners und die sonstigen kulturellen Veranstaltungen der anthroposophischen Bewegung ein adäquates Gebäude errichtet werden. Woloschin wurde angeboten, darin ihr Atelier einzurichten. Sie lehnte aber ab. Insgesamt wurden die Pläne für den Bau nicht genehmigt. Das Vorhaben sollte bald darauf in der Schweiz begonnen werden.
Als 1914 in Dornach der Bau des ersten Goetheanums begann, war Margarita Woloschin zunächst mit vielen anderen Künstlern aus unterschiedlichen Ländern als Schnitzerin tätig. Ihnen oblag es, die Kapitelle der vielen Säulen, die die Doppelkuppel des ganz aus Holz bestehenden Baues trugen, zu schnitzen. Später war sie an den Deckenmalereien der kleinen Kuppel beteiligt. „Das Leben in Dornach gestaltete sich so, daß man immer in gemeinsamer Arbeit eingespannt war. Der Tag verlief mit Schnitzen, Malen, Üben und Proben für die Eurythmie und einzelne Szenen der Faust-Aufführung.…“
Im Sommer brach der Erste Weltkrieg aus. Geldtransfers aus Russland wurden immer spärlicher, was ihren Mann Maximilian veranlasste, als Journalist nach Paris zu gehen. Es sollte ihr letzter Abschied sein. Nach Beendigung ihrer Arbeit an der Kuppel des Goetheanums fuhr Woloschin 1917 zurück nach Russland und geriet in das Chaos der Revolution. Zusammen mit Bely und Iwanow unterrichtete sie Arbeiter und Bauern in Kunst und Literatur. Sie wurde Mitarbeiterin im Volkskommissariat für Theaterwesen und Bildung. Sie konnte aber nicht produktiv arbeiten, weil den ständig wechselnden Behörden die Zuständigkeiten fehlten und es an Wichtigem für das tägliche Leben mangelte. Nach einer schweren Typhuserkrankung 1920 gab sie Malunterricht an einer gerade gegründeten Schule für hochbegabte Waisenkinder. Auch diese Initiative misslang wegen mangelnder bürokratischer Erfahrungen einer im Entstehen begriffenen neuen Verwaltung.
In St. Petersburg wurde ihr im Kommissariat des Äußeren eine Stelle in der Bibliothek für ausländische Literatur angeboten, die bald darauf wegen der gleichen behördlichen Unzulänglichkeiten gekündigt wurde. Zurück in Moskau konnte Woloschin für einen Verleger eine Serie von Porträtzeichnungen bekannter Persönlichkeiten, unter anderem auch von Michael Tschechow fertigen. Später traf sie ihn öfter in Stuttgart, Berlin und am Ammersee.
Im August 1922 erhielt sie die lange beantragte Genehmigung zur Ausreise in die Niederlande, von wo sie nach Dornach weiterreiste. Kurz vor ihrer Abreise erreichte sie die Mitteilung vom Brand des Goetheanums. Wegen politischer Komplikationen zwischen der Schweiz und Russland musste sie nach einem halben Jahr die Schweiz wieder verlassen. Durch eine Einladung der Familie Lory Maier-Smits konnte sie nach Deutschland einreisen und übersiedelte 1924 nach Einsingen bei Ulm. Ihr Lungenleiden flammte wieder auf, worauf ihre Gastfamilie ihr den Aufenthalt in einer Stuttgarter Klinik ermöglichte. Stuttgart sollte von da an ihr neues Zuhause werden.

### Zweite Lebenshälfte
Woloschins Autobiographie Die grüne Schlange reicht bis zu ihrer Übersiedlung nach Stuttgart. Eine Fortsetzung schien zunächst nicht geplant. Notizen und Aufzeichnungen aus ihrem Nachlass lassen allerdings darauf schließen, dass sie mit fortgeschrittenem Alter doch zu einem zweiten Band neigte. Dass es dennoch nicht dazu gekommen ist, wird ihren reduzierten Kräften zugeschrieben, die sie nur noch für die Malerei, ihrer eigentlichen Aufgabe, verwenden wollte.
Aufgewachsen mit den russisch-orthodoxen Riten und der schon als Kind erlebten Nähe zur Religion in Elternhaus und Erziehung spiegelten sich diese Erlebnisse nun in einer neuen Schaffensphase wider. Mit großer Bestimmtheit widmete sie sich christlichen Themen. In der zweiten Hälfte der 1920er Jahre entstanden eine Reihe Bilder mit biblischen Motiven. Sie lernte die 1922 gegründete Christengemeinschaft kennen und malte Altarbilder für die neu entstehenden Gemeinden.
Während eines Aufenthaltes in Freiburg ergab sich unvorhergesehen die Möglichkeit, einen Ausflug nach Dornach zu machen. Hier konnte sie viele lange nicht gesehene Freunde wiedertreffen. In den darauffolgenden Jahren hatte sie immer wieder Gelegenheit, nach Dornach zu fahren und in den 1930er Jahren stand für sie ein eigenes Atelier in der Nähe des neuen Goetheanums zur Verfügung. In Stuttgart gab sie Malkurse, darunter auch einen für Lehrer an der neu gegründeten Waldorfschule. Aus dieser Tätigkeit entstand die Idee, eine Malschule mit ordentlichem Curriculum zu gründen. Räumlichkeiten wurden angeboten, Lehrer für den Unterricht standen zur Verfügung. Nach langem Ringen entschied sich Woloschin aber für ihren künstlerischen Weg.
Wenige Jahre danach wurden einige ihrer Bilder als „entartet“ vernichtet. Die politische Lage wurde immer bedrückender und die Machtübernahme der Nationalsozialisten empfand sie als Beginn eines „dunklen Zeitalters“. Die Berichte aus Russland waren nicht weniger düster. Ihre Freunde in Leningrad und Moskau waren entweder tot oder verhaftet und in Lagern interniert. 1932 erhielt sie Nachricht vom Tod ihres ehemaligen Gatten Maximilian Woloschin, der inzwischen mit Maria Stepanowna Sabolozkaja verheiratet gewesen war und den sie seit 1914 nicht mehr gesehen hatte. Ein Jahr später starb ihre Mutter.
Margarita Woloschin war auch in ihren späteren Jahren nicht von sesshafter Natur. Immer noch reiste sie ihren Möglichkeiten entsprechend gerne und viel. Sie tat es, um Kurse zu geben, Vorträge zu halten oder um an Tagungen teilzunehmen. In ihrem 56. Lebensjahr unternahm sie eine Reise zu den Stätten ihrer Kindheit und Jugend und fuhr über Rom nach Sizilien. Es war ihre letzte große Unternehmung.
Ende der dreißiger Jahre wurde Woloschin von den Behörden vor die Wahl gestellt, nach Russland zurückzukehren oder in ein Internierungslager gebracht zu werden. Freunde erwirkten für sie im letzten Augenblick eine Legalisierung ihres weiteren Aufenthaltes unter der Bedingung der regelmäßigen Meldepflicht bei der Gestapo. Zu Beginn der Luftangriffe auf Stuttgart kam sie mit anderen in einem Dorf im nördlichen Schwarzwald unter, wo sie mit der Arbeit an ihrer Autobiografie begann. Gegen Ende des Krieges musste sie wegen ihres russischen Passes erneut eine Verhaftung befürchten. Freunde nahmen sie auf und gewährten ihr Unterschlupf. Den Winter 1945/1946 verbrachte die Malerin bereits wieder in Stuttgart.
In den Nachkriegsjahren gab Margarita Woloschin Kurse am anthroposophischen Lehrerseminar, hielt Vorträge an der Eurythmieschule, wirkte bei Berufsorientierungskursen mit und erzählte den Kindern in der Schule. Daneben bewältigte sie den täglichen Strom von Besuchern. Man suchte ihren Rat und ihre Anteilnahme, wollte von ihr Begebenheiten aus der Vergangenheit geschildert wissen und man bat sie an verschiedenen Gremien und Sitzungen beratend teilzunehmen.
Zwei Jahre nach ihrem siebzigsten Geburtstag erschien ihre Autobiografie bei der Deutschen Verlagsanstalt. Ihre weiteren schriftstellerischen Aktivitäten flossen in biografischen Darstellungen über Michael Tschechow, Michail Lomonossow, Lew Tolstoi, Georg von Albrecht und vielen anderen ein. Dennoch war ihr eigentliches Betätigungsfeld die Malerei. Auch im höheren Alter malte sie täglich, sofern die vielen Verpflichtungen, Besucher und Krankheitsphasen es zuließen.
„Ich fühle, daß mit dem allmählichen Schwund des Tastsinns aus beiden Händen, die mir immer so gute Diener waren, wie zwei helfende Wesen, die unmittelbar Anschluß an das Herz hatten und besser wußten als ich, was zu geschehen hat […] meine Laufbahn als Malerin zu Ende gehen.“ Dieser Ausspruch der Künstlerin aus ihren späten 80er Jahren ist kennzeichnend für die beginnende Abnahme ihrer physischen Kräfte. Ein Nachlassen ihres Hör- und Sehvermögens kam hinzu. Der Umzug in ein Altersheim war unausweichlich geworden. Ihre Befürchtung „…jetzt wird mir meine Muse endgültig davonlaufen,“ traf allerdings nicht ein. Auch hier dominierte eine Staffelei ihr Zimmer. Ihr letztes großes Werk, Orpheus, konnte sie nicht mehr vollenden.
Im November 1972 wurde in Baden-Baden die Ausstellung Russischer Realismus 1850–1900 eröffnet. Viele Bilder von Künstlern, die Woloschin aus ihrer frühen Zeit als junge Malerin kannte, begegneten ihr hier wieder. Margarita Wassiljewna Woloschin-Sabaschnikow starb ein Jahr später am 2. November 1973.

## Werk

### Malerei
Margarita Woloschin war vor allem und besonders in der ersten Hälfte ihres Schaffens eine Porträtmalerin. Sie porträtierte, neben Menschen ihres Umkreises, sich selbst und viele Persönlichkeiten des kulturellen Lebens wie Lew Tolstoi, Michael Tschechow, Michael Bauer oder Rudolf Steiner. Sie fertigte viele Auftragsarbeiten und ihre Bilder wurden von zahlreichen Museen erworben. Vereinzelt sind sie heute noch in Moskau, Astrachan und Koktebel zu sehen. Die meisten ihrer Werke aus dieser Zeit sind allerdings durch die Wirren der Revolution und der Weltkriege verschollen.
Ein Teil des malerischen Werks aus ihrer zweiten Lebenshälfte, vor allem religiöse Motive, Altarbilder, Märchendarstellungen, Landschaften und Porträts sind zu einem Teil erhalten. Sie befinden sich verstreut in Privatbesitz, in verschiedenen Kirchen der Christengemeinschaft und im Nachlass der Künstlerin. Diese vielfach mit Pflanzenfarben gemalten Bilder wurden damals als neue religiöse Malerei angesehen, die Stilisierung in der Darstellung mit der strengen Welt der Ikonenmalerei verglichen.
Ihre Tätigkeit verstand Woloschin immer als eine Auseinandersetzung mit dem dreidimensionalen Raum und der Farbe als vierter Dimension. Den Betrachter wollte sie nicht nur vor dem Bild stehend, sondern auch in ihm empfinden. Er sollte sowohl Betrachter als auch Teilhaber am schöpferischen Prozess sein. Ihre Rastlosigkeit, die sie im Laufe ihres Lebens an viele verschiedene Orte führte, schlug sich auch in ihrer Malerei nieder. „Sie besaß ein geniales kompositorisches Talent, das einen Maler des 19. Jahrhunderts berühmt gemacht hätte. Sie hat diese Chance nicht genützt. […] Das Aufsehen, das ihre ersten Bilder […] erregten, gab ihr alle Möglichkeiten auf der Straße des Ruhm fortzuschreiten. Doch […] eine Schicksalsunruhe trieb sie weiter. […] Woloschin […] fühlte auch manchmal einen leisen Vorwurf in ihrer Seele, eine Möglichkeit zu einem ganz neuen Kunstschaffen nicht ergriffen zu haben. Aber sie ließ sich nicht ablenken von einem Weg, den sie gehen wollte“
Ihre Aufzeichnungen unterstreichen diesen Weg: „Stets aus der Stimmung malen; keinen Strich tun, ohne ihn aus dem Gesamten, Tief-Erlebten zu beschließen. Der gedankliche Inhalt – besser: das Erlebnis – muß Stimmung werden. Das Erleben des Gefühls in Farbe verwandeln, in die Bewegung der Farbe, die zum Rhythmus und endlich zur Form wird. Das Bild soll als etwas Unerwartetes auftreten. Aber die Idee […] muß immer als ein Wesenhaftes, ein Ganzes geahnt werden. Die Komposition soll nicht, im Voraus, mathematisch-architektonisch wie bei den alten Meistern festgelegt werden, sondern entstehen“

## Rezeption

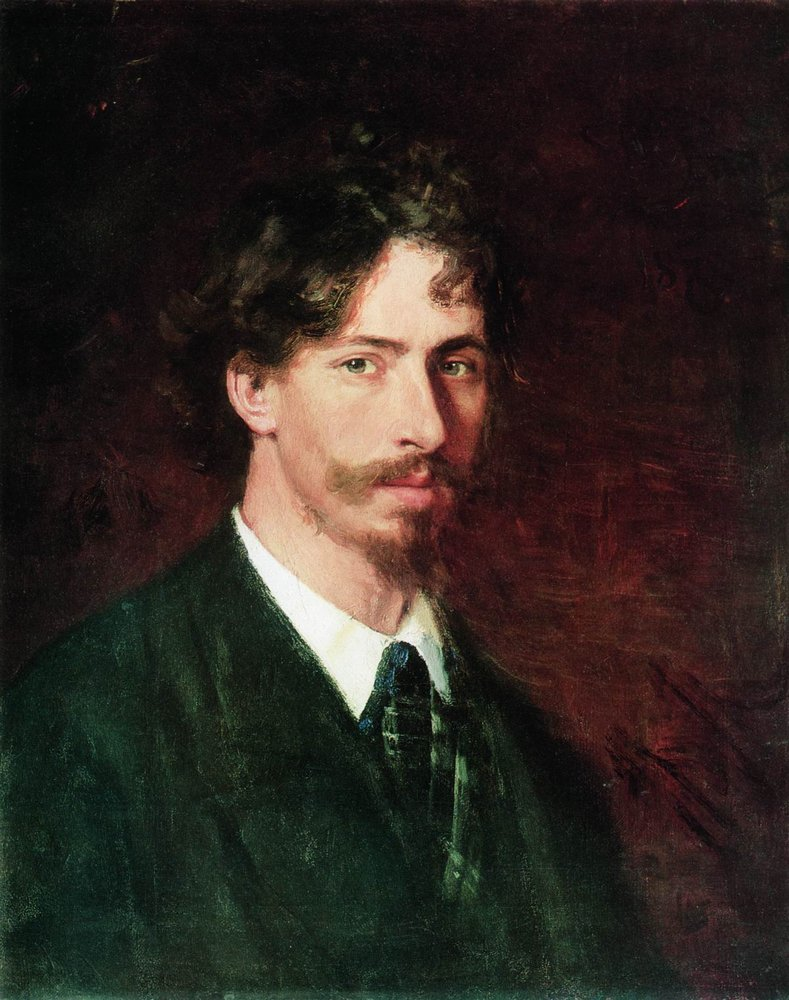
Ilja Jefimowitsch Repin – Margarita Woloschins Lehrer (Selbstporträt, 1878)

Die Zeit würdigte 1955 das literarische Wirken Margarita Woloschins:
„…[diese Lektüre, die] nicht nur literarischen Genuß, sondern auch einen bemerkenswerten Zuwachs an Weltkenntnis bedeutet. Ein solches Buch ist: Margarita Woloschin: Die grüne Schlange. Lebenserinnerungen.
Was aber ihr Buch, vom prallen Inhalt abgesehen, so fesselnd macht, ist die geistige Regsamkeit, mit der diese in ihrer Art ungewöhnliche Frau die Geschehnisse und Gestalten ihres Lebenskreises gesehen und geschildert hat. Und es sind keine unerheblichen Gestalten, […] die ihren Weg gekreuzt haben. Vor allem die Elite des russischen Kulturlebens vor der und um die Jahrhundertwende: der Maler Ilja Repin (der Lehrer der Autorin), Leo Tolstoj, Iwanow, Solowjow, Berdjajew, Schaljapin, Stanislawsky, Diaghilew – Vertreter jener russischen Geistigkeit, deren Existenz und Bedeutung im bürgerlichen Deutschland allzu unzulänglich bekannt war und in deren Kreisen umgekehrt der gewisse provinzielle deutsche Akademikerstolz so gern verspottet wurde. Alle diese markanten Erscheinungen treten dem Leser auf eine frappierend unmittelbare Art nahe.
Sehr erregend sind auch die Berichte über die Zustände in Rußland kurz nach der Revolution: wieviel prachtvolle menschliche Substanz da noch verschleudert, verwüstet und erstickt wurde. Margarita Woloschin ist damals aus der Schweiz in die Heimat gefahren mit einem der Züge, in denen Ludendorff Lenin und Genossen quer durch Deutschland nach Rußland brachte, um das Land endgültig in Zwietracht, Aufruhr und Elend zu stürzen.“
Jeder Raum, in dem Woloschin lebte, nahm bald ihre unverwechselbaren Eigenheiten an. Mitteleuropäische Wohnideale und Bürgerlichkeit konnten in ihrer Nähe nicht gedeihen. Die Malerin lebte spartanisch. Ihre Existenz hing von den spärlich eingehenden Porträt-Aufträgen und gelegentlichen Malkursen ab. Darüber Kurt Wistinghausen:
„Ihr Zimmer war gleichzeitig Atelier und meistens auch Küche. Mitten zwischen Malpapieren, Paletten, Bildern und Büchern, die in genialer Unordnung … umherlagen, wurde liebevoll der obligate Tee aufgebrüht und serviert. […] Die Gastgeberin scherzte selbst über ihr ‚Chaos‘ und erzählte, die erste Zeit im Westen sei ihr bei der Heimkehr der Mantel immer zu Boden gefallen, weil ja niemand mehr da war, der ihn ihr von den Schultern nahm und versorgte – so sehr war sie von ihrer Jugend und den wohlhabenden Verhältnissen im Elternhaus her gewohnt gewesen, daß sofort ein Diener herbeisprang. […] Jetzt in der Emigration, hatte die Künstlerin weder einen dienstbaren Geist, noch Geld. Jedoch: keinen Augenblick war es dies, was sie ernstlich beschäftigte.“

## Publikationen
- Die grüne Schlange. Verlag Freies Geistesleben, Stuttgart 1954, 1982, 2009.
  - Green Snake. Floris Books, Edinburgh 2010.